# 冰核

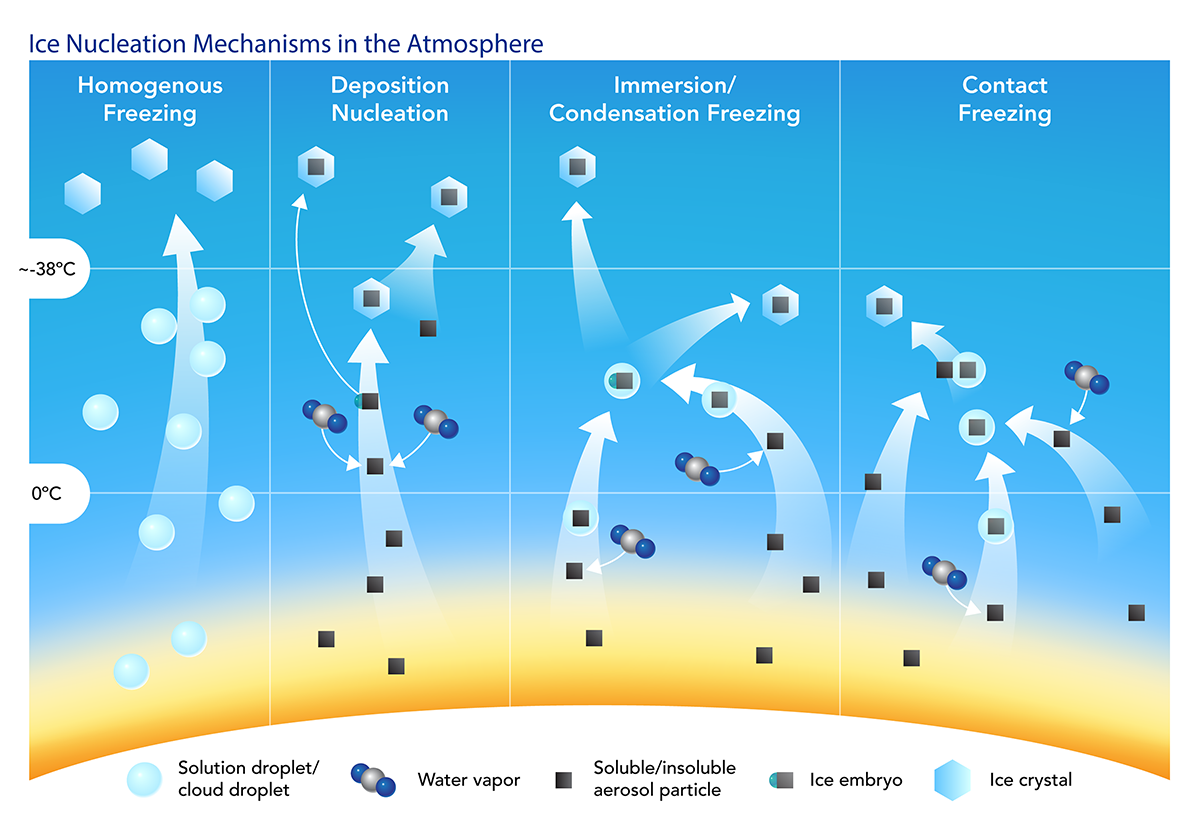
冰成核机制。

冰核，也称为冰冻结核、冰核颗粒物（INP），是一种在大气中充当冰晶形成核的粒子。

## 机制
大气中有许多冰核化机制，冰核可以通过这些机制催化冰粒的形成。在对流层上层，水蒸气可以直接沉积在固体颗粒上。在温度高于-37 °C的云中液态水可以在过冷状态下持续存在，冰核可以触发液滴冻结。 
如果冰核与过冷水滴碰撞，就会发生接触成核作用，但更重要的冻结机制是当冰核浸入过冷水滴中然后触发冻结。
在没有冰核粒子的情况下，纯水滴可以在过冷状态下维持到接近−37°C，在此温度之下开始均匀地冻结。   

## 云动力学
冰粒会对云的动力学产生重大影响。它们被认为在云带电并导致闪电的过程中很重要。冰粒还能够作为雨滴的种子。研究表明，浅层云中冰核粒子的浓度是云-气候反馈的关键因素。  

## 大气颗粒物
许多不同类型的大气颗粒物可以作为冰核，包括天然的和人为的。例如：沙尘、煤烟、有机物、细菌（如丁香假单胞菌）、花粉、真菌孢子和火山灰等。  然而，不同类型的颗粒物确切成核潜力差异很大，具体取决于实际的大气条件。关于这些粒子的空间分布、它们通过冰云形成对全球气候的总体重要性以及人类活动是否在改变这些影响方面发挥了重要作用，我们仍然知之甚少。